# Турек, Роман
Ро́ман Ту́рек (чеш. Roman Turek; 21 мая 1970, Страконице, Чехословакия) — чешский хоккейный тренер, в прошлом — профессиональный чехословацкий и чешский хоккеист, вратарь. Чемпион мира 1996 года в составе сборной Чехии. Обладатель Кубка Стэнли 1999 года в составе «Даллас Старз». С сезона 2012/2013 — тренер вратарей клуба «Мотор» из Ческе-Будеёвице.

## Игровая карьера

### Клубная карьера
В 1990 году Роман Турек начал выступать за клуб «Мотор» из Ческе-Будеёвице. В первый сезон пребывания Турека команда вылетела из чехословацкой хоккейной лиги, но уже в следующем году Роман внёс значительный вклад в успех команды при возвращении клуба в элиту. Три сезона Турек был основным вратарём «Ческе-Будеёвице», после чего он перешёл в немецкий клуб «Нюрнберг Айс Тайгерс», за который он отыграл один сезон. Летом 1996 года Роман Турек отправился в Северную Америку, чтобы продолжить карьеру в НХЛ.
На драфте 1990 года Романа Турека в шестом раунде выбрала «Миннесота Норт Старз». К своему новому клубу Турек присоединился в 1996 году, когда тот уже переехал из Миннесоты в Техас и стал называться «Даллас Старз». Бо́льшую часть сезона 1996/97 Турек провёл в фарм-клубе «Далласа» «Мичиган Кей-Уингз», поскольку в то время основными вратарями «Старз» были Энди Муг и Артур Ирбе. По окончании сезона Муг и Ирбе покинули команду, став свободными агентами. В сезонах 1997/98 и 1998/99 Роман Турек был вторым вратарём «Далласа» после Эда Бельфора. В 1999 году Турек вместе с «Далласом» выиграл Кубок Стэнли, хотя и не провёл в плей-офф ни одного матча. Также в 1999 году Турек вместе с Бельфором выиграли Уильям М. Дженнингс Трофи.
20 июня 1999 года «Даллас» обменял Турека в «Сент-Луис Блюз» на выбор во втором раунде драфта 1999 года. В «Сент-Луисе» Роман Турек стал основным вратарём, выиграв в сезоне 1999/2000 свой второй Уильям М. Дженнингс Трофи.

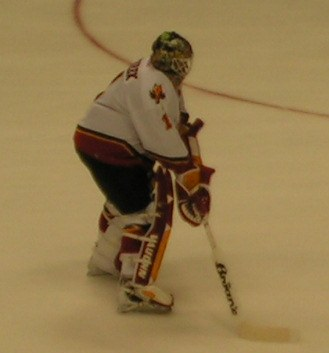
Роман Турек в составе «Калгари Флэймз»

23 июня 2001 года «Сент-Луис» обменял Турека и выбор в четвёртом раунде драфта 2001 года в «Калгари Флэймз» на вратаря Фреда Брэтуэйта, двух нападающих — Даниэля Ткачука и Сергея Варламова, а также выбор в девятом раунде того же драфта. В «Калгари» Турек был основным вратарём, проводя более 60 матчей за сезон. Сменщиками Турека были Майк Вернон и уже игравший вместе с Романом в «Сент-Луисе» Джейми Макленнан. 14 октября 2003 года Роман Турек в матче против «Баффало Сейбрз» получил травму колена, из-за которой был вынужден пропустить бо́льшую часть сезона.
9 ноября 2004 года, имея статус неограниченно свободного агента, Роман Турек подписал контракт со своим прежним чешским клубом «Ческе-Будеёвице», выступавшем на тот момент во второй чешской лиге. В первый же сезон Роман Турек помог «Ческе-Будеёвице» стать чемпионом второй лиги и подняться в Экстралигу. 5 августа 2010 года Роман Турек объявил о завершении карьеры хоккеиста.

### В сборной
Первый матч за сборную Чехословакии Роман Турек провёл 11 апреля 1990 года против сборной Канады: канадцы выиграли со счётом 6:5.
В составе сборной Чехии Роман Турек участвовал в четырёх чемпионатах мира, выиграв золотую медаль в 1996 году. В том же году Турек был в составе сборной Чехии на Кубоке мира, на котором чехи выступили неудачно, проиграв все три матча в группе на предварительном этапе. Турек был главным объектом критики после поражения от сборной Германии со счётом 1:7. После 1996 года Турек за сборную не играл. Главный тренер сборной Чехии Алоис Гадамчик приглашал Турека в сборную для участия в чемпионате мира 2006 года в Латвии, но Роман отклонил это предложение.

### Прочее
На шлеме Турека во время выступлений в НХЛ был изображён Эдди — символ и маскот британской хеви-метал-группы Iron Maiden. В школе любимым предметом Турека был русский язык.

## Достижения

### Командные
- Чемпион мира 1996
- Бронзовый призер чемпионата мира 1993
- Обладатель кубка Стэнли 1999
- Чемпион Европы среди юниоров 1988
- Бронзовый призер молодежного чемпионата мира 1989, 1990 и Чешской Экстралиги 1995, 2008

### Личные
- Лучший вратарь чемпионата Европы среди юниоров 1988 и чемпионата мира 1996
- Вошел в символическую сборную чемпионатов мира 1995 и 1996, а также во вторую символическую сборную НХЛ сезона 1999/2000
- Обладатель Золотой клюшки лучшему хоккеисту года в Чехии 2004
- Лучший вратарь Чешской Экстралиги 1994 по проценту отражённых бросков (92.6 %)
- Лучший вратарь по количеству «сухих матчей» в НХЛ 2000 (7 игр на ноль) и в Чешской Экстралиге 2008 (6), 2010 (4)
- Лучший вратарь Чешской Экстралиги 2008 по коэффициенту надежности (2.14 гола за матч) и по количеству побед (29 побед)
- Лучший хоккеист Чешской Экстралиги 2008